# Burak İnce
Burak İnce (* 20. Januar 2004 in Saruhanlı) ist ein türkischer Fußballspieler.

## Karriere

### Verein
İnce wurde in Saruhanlı in der Provinz Manisa geboren. Er trat im Alter von zehn Jahren dem ortsansässigen Zweitligisten Manisaspor bei und wechselte ein Jahr später in die Jugend des ebenfalls in der zweiten Liga spielenden Altınordu Izmir. Dort durchlief er sämtliche Nachwuchsmannschaften und debütierte am 18. August 2019 im Alter von erst 15 Jahren in der TFF 1. Lig beim 0:1 im Auswärtsspiel gegen Hatayspor als Einwechselspieler. Er ist der jüngste Spieler, der bisher in der türkischen zweiten Liga gespielt hat. In der Saison 2019/20 absolvierte İnce 21 Spiele und schoss dabei zwei Tore, hierbei wurde er als zentraler Mittelfeldspieler eingesetzt. Trotz seines noch jungen Alters spielte er auch in der Folgesaison regelmäßig; er kam in 26 Partien zum Einsatz und erzielte fünf Treffer.
Im Januar 2022 wechselte İnce in die Bundesliga zu Arminia Bielefeld. Er unterschrieb einen Vertrag bis zum 30. Juni 2025. Der Mittelfeldspieler stieg Ende Dezember 2021 mit dem Beginn der Vorbereitung auf die Rückrunde in das Mannschaftstraining ein, der Transfer wurde formal jedoch erst an seinem 18. Geburtstag am 20. Januar 2022 und somit vor dem 20. Spieltag durchgeführt.
Im Sommer 2023 wechselte er zu Śląsk Wrocław und unterschrieb dort einen Zweijahresvertrag.

### Nationalmannschaft
İnce spielt seit Februar 2018 (U14) für türkische Nachwuchsnationalmannschaften.